# Basílica dos Vinte e Seis Santos Mártires do Japão

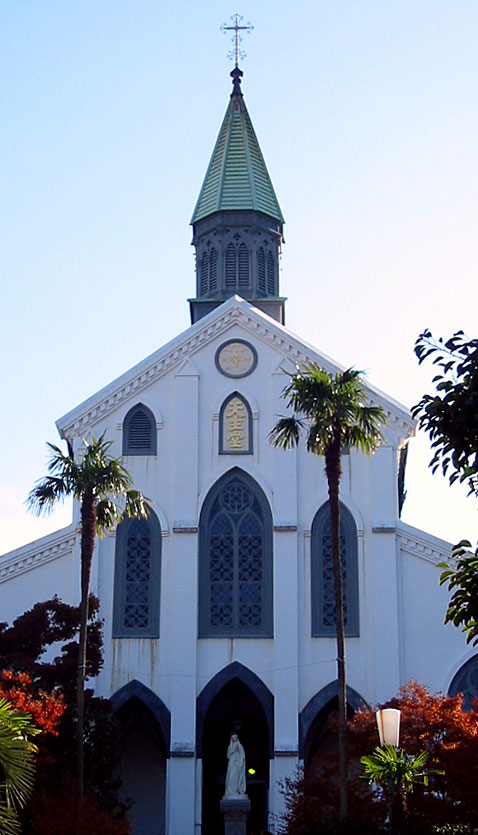
Igreja de Ōura.

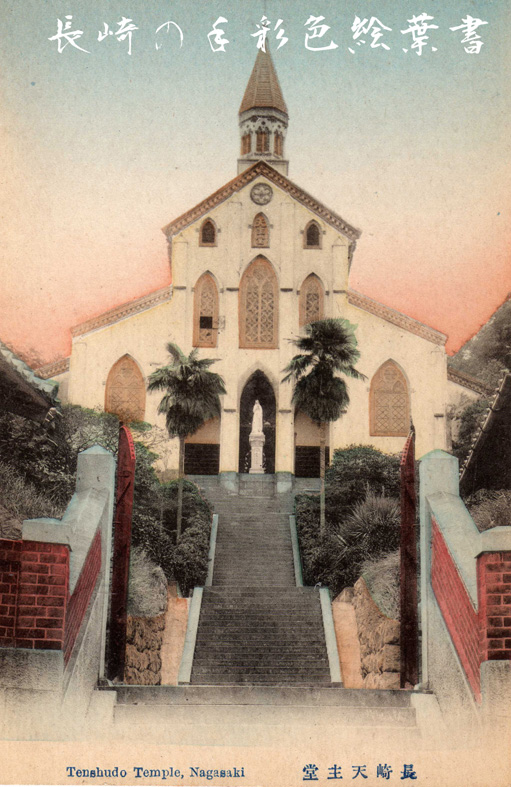
Cartão-postal da Igreja Oura, durante a Era Meiji.

A Igreja de Ōura (大浦天主堂, Ōura Tenshudō) é uma Igreja Católica Romana situada em Nagasaki, Japão, construída logo após o abandono por parte das autoridades japonesas na política de isolamento, em 1853. É conhecida como a Igreja dos Vinte e Seis Mártires do Japão. Durante muitos anos, foi considerada o único edifício de estilo ocidental como Tesouro Nacional do Japão e é considerada uma das mais antigas igrejas do Japão.

## História
Em 1863, dois padres da Sociedade para as Missões Estrangeiras de Paris, os padres Louis Furet e Bernard Petitjean [fr], chegaram a Nagasaki com a intenção de construir uma igreja em honra aos Vinte e Seis Mártires do Japão, nove padres europeus e dezassete cristãos japoneses foram crucificados em 1597, por ordem de Toyotomi Hideyoshi. A igreja foi terminada em 1864. Construída pelo mestre-carpinteiro do Jardim de Glover [en], Koyama Hidenoshin, esta originalmente era uma pequena igreja de madeira com três naves e três torres octogonais. O edifício actual é uma basílica gótica arquitectura gótica muito maior que data desde 1879. Esta versão foi construída de tijolo de estuque branco com cinco corredores, tectos abobadados e uma torre octogonal. A concepção provavelmente veio de plano belga utilizado por missionários católicos numa antiga igreja construída em Osaka. Os vitrais foram importados da França.
Em 17 de março de 1865, logo depois da finalização da catedral original, o padre Petitjean viu um grupo de pessoas em pé na frente da catedral, que pediram-lhe para abrir as portas. Enquanto o padre se ajoelhava no altar, uma idosa do grupo aproximou-se dele e disse: "Nós temos o mesmo sentimento em nossos corações como tu. Onde está a estátua da Virgem Maria?" Petitjean descobriu que essas pessoas eram da aldeia vizinha de Urakami e que eram Kakure Kirishitans (cristãos escondidos), descendentes dos primeiros cristãos japoneses que passaram a se esconder após a Rebelião de Shimabara na década de 1630. Uma estátua branca de mármore da Virgem Maria foi importada da França e erguida na igreja para comemorar este evento. O revelo de bronze no pátio da igreja mostra a cena memorável da descoberta. Em pouco tempo, dezenas de milhares de cristãos clandestinos por fim deixaram de ser esconder na área de Nagasaki. As notícias deste acontecimento chegaram ao Papa Pio IX, que declarou isto como "o milagre do Oriente."
A catedral de Ōura foi designada como Tesouro Nacional do Japão em 1933 e novamente em 31 de março de 1953, pela Lei de 1951 para a Protecção de Propriedades Culturais. Foi o primeiro edifício de estilo ocidental a receber esta protecção no Japão até o ano de 2009, quando o Palácio Akasaka de estilo neobarroco foi designado também um tesouro nacional.